# Calle del León

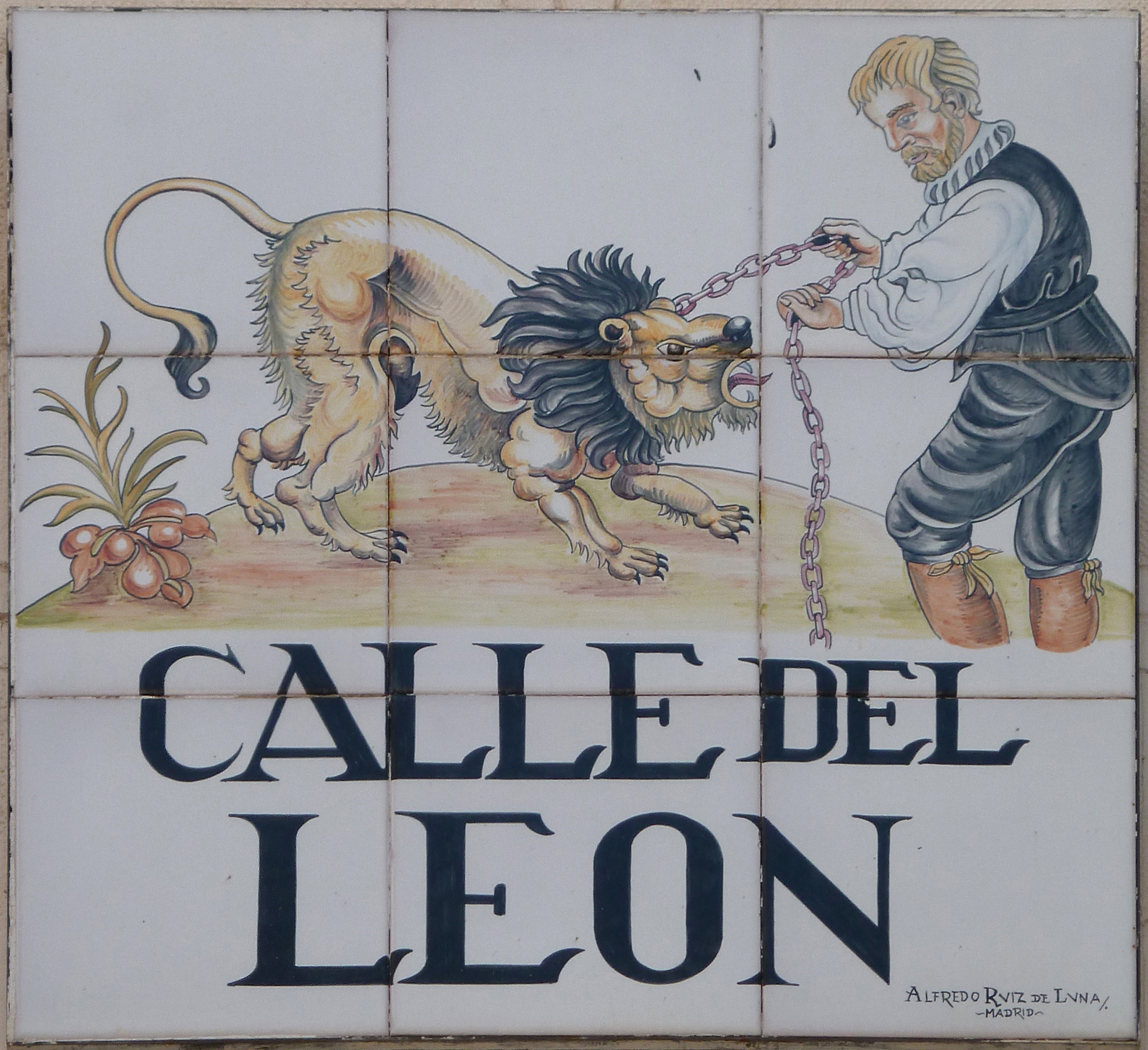
Calle del León, en Madrid. Callejero de azulejos del ceramista Ruiz de Luna.

La calle del León es una calle del Madrid de los Austrias, dentro del Barrio de las Letras. Discurre entre la calle del Prado y la calle de Atocha a la altura de Antón Martín. En el Siglo de Oro fue mentidero de actores y representantes, dada su cercanía a los corrales de comedias y la presencia de muy ilustres escritores entre sus vecinos, entre ellos Miguel de Cervantes (que vivió en dos casas de esta calle y en la última murió). Tuvo dos populares tertulias, en el café del Prado y el de Zaragoza, uno en cada extremo de la calle. En ella nació en 1866 el dramaturgo y Premio Nobel de Literatura Jacinto Benavente, y se encuentra la Real Academia de la Historia.

## Historia
Conocida en los planos y referencias de la época (siglo XVII) como calle del Mentidero o del León, pero desconocida la razón de este último nombre, que es el que ha conservado, se aceptó popularmente como origen anecdótico que todo provino de un extranjero, indio para unos, turco para otros, que en ella se instaló en compañía de un león enjaulado, cobrando dos maravedís a todo el que quisiera verlo y olerlo.

### El Mentidero
Informa Mesonero Romanos, en su Antiguo Madrid, de la presencia del "Mentidero de los representantes" en la calle del León, no solo en el plano de Pedro de Teixeira, sino además en escritos de dramaturgos de la época como Quevedo, Lope, Rojas o Villamediana. También se cita en el testamento del obispo de Cuzco, don Manuel de Mollinedo y Angulo, que "tenía en Madrid la casa de sus padres en la calle del León, junto al Mentidero de los representantes". Y concluye Mesonero que las frecuentes citas se explican por la cercanía de a los antiguos corrales de comedias de la Pacheca y de "Burguillos", en la calle del Príncipe, y el de "Cristóbal de la Puente", en la del Lobo.
El punto de reunión de este Mentidero de Representantes estaba casi a la entrada de la calle del León por la del Prado, en un ensanche que apenas llegaba a plazoleta. De allí pasó en los primeros años del siglo XIX a la nueva Plaza de Santa Ana, abierta frente al Teatro del Príncipe.

### El milagro de Catalina Flores
Una leyenda milagrera, recogida por Casiano Pellicer en su Tratado histórico de la comedia y del histrionismo en España, viene a reforzar la relación de la calle del León con el mentidero de cómicos, sus teatros y a los propios cómicos. 

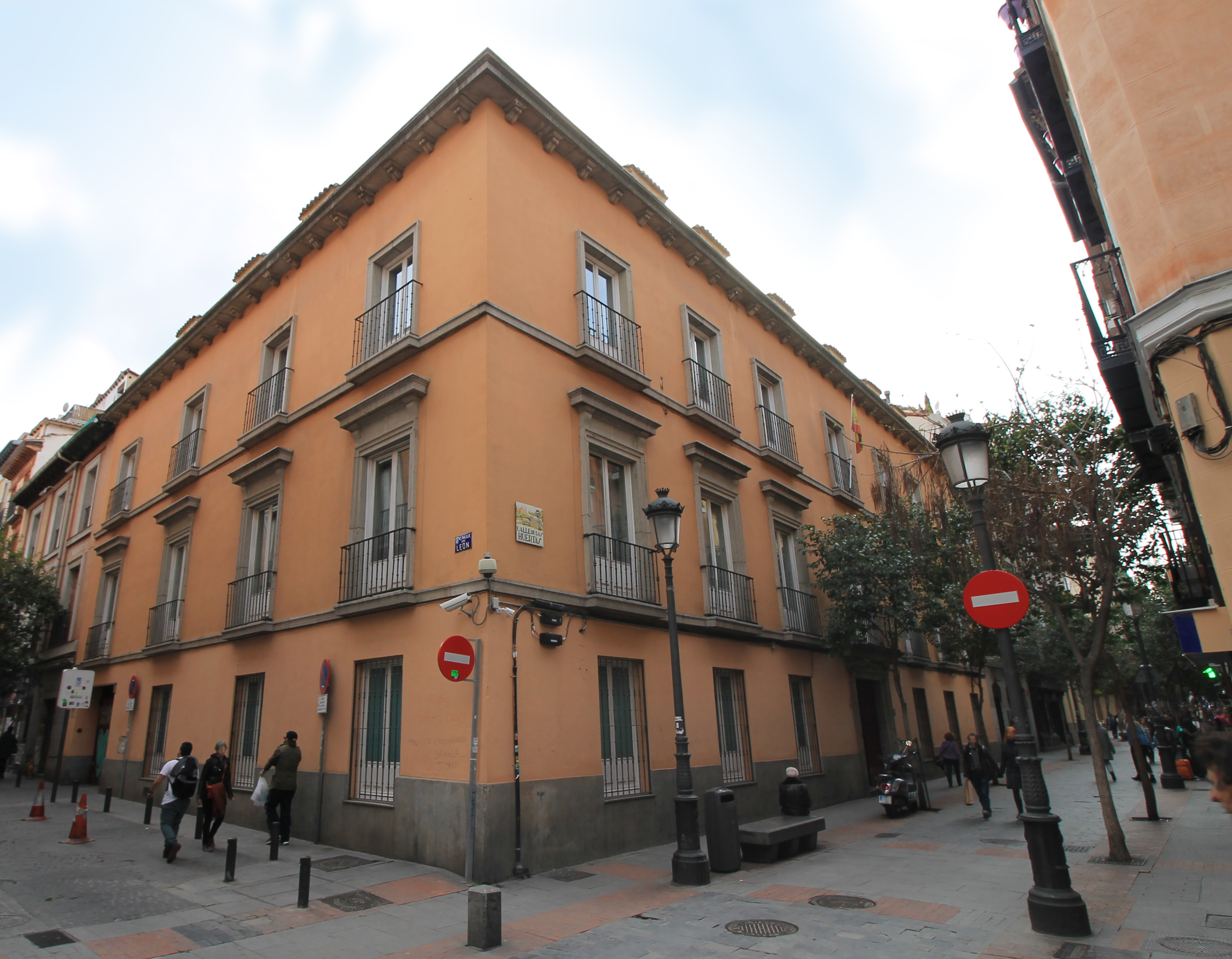
Antigua sede del Honrado Concejo de la Mesta, en la esquina de la calle de las Huertas con la calle de León.

Cuenta la historia de la actriz Catalina Flores, casada con el buhonero Lázaro Ramírez, que al quedar tullida tras un mal parto, le dedicó una novena a una Virgen pintada en un retablo instalado en un nicho en la esquina de la calle del León con Santa María. Pasó Catalina los nueve días, de día y de noche ante la imagen. En premio, el 15 de julio de 1624 (que en estos asuntos milagreros conservados por el pueblo y la Iglesia siempre sobras datos), último día de la novena, la tullida colgó las muletas al pie de dicha imagen y se fue contenta a su casa. Es tradición que los cómicos, por razón de este milagro, tomasen aquella imagen como patrona de su cofradía, dándole el título de Nuestra Señora de la Novena y trasladando el retablo a una capilla en la vecina parroquia de San Sebastián, donde se ultimó la fundación de la cofradía.

### Cervantes y sus vecinos
Aproximadamente a la altura del número 8 de la calle del León, casi sobre la plazuela del Mentidero, tuvo casa Miguel de Cervantes. Y no se sabe si huyendo de los caseros, acabó sus días en otra casilla de esta calle (sus biógrafos la sitúan en el número 20 antiguo de la manzana 228, esquina a la calle de Francos), que a causa de su estado ruinoso fue demolida en 1833. Una vez construida una nueva vivienda en el solar, y teniendo entrada por Francos, perdió este nombre la calle, que pasó a llamarse calle de Cervantes (la primera a la izquierda, subiendo por la calle del León desde la del Prado). Sobre la fachada del nuevo edificio se colocó luego un busto en relieve y una inscripción en memoria del ilustre "manco de Lepanto". En el número 11 de esta misma calle de Cervantes se encuentra también la Casa-Museo de Lope de Vega, donde murió en 1635. Y a la vuelta de la esquina, en la antigua calle del Niño, tuvo casa un tercero en discordia, Francisco de Quevedo, personaje que luego le dio su nombre al breve callejón.
El infatigable cronista Ramón de Mesonero Romanos cita como vecinos del barrio —antes, durante y después de Cervantes— a la "flor y nata" de la escena española de los siglos XVII y XVIII, actrices y actores como: María Riquelme, María Calderón, María Ladvenant, María del Rosario Fernández, Rita Luna, Agustín de Rojas Villandrando, Alonso de Olmedo, Manuel García Parra, Mariano Querol, Isidoro Maiquez, y un largo etcétera.

### Academia de la Historia

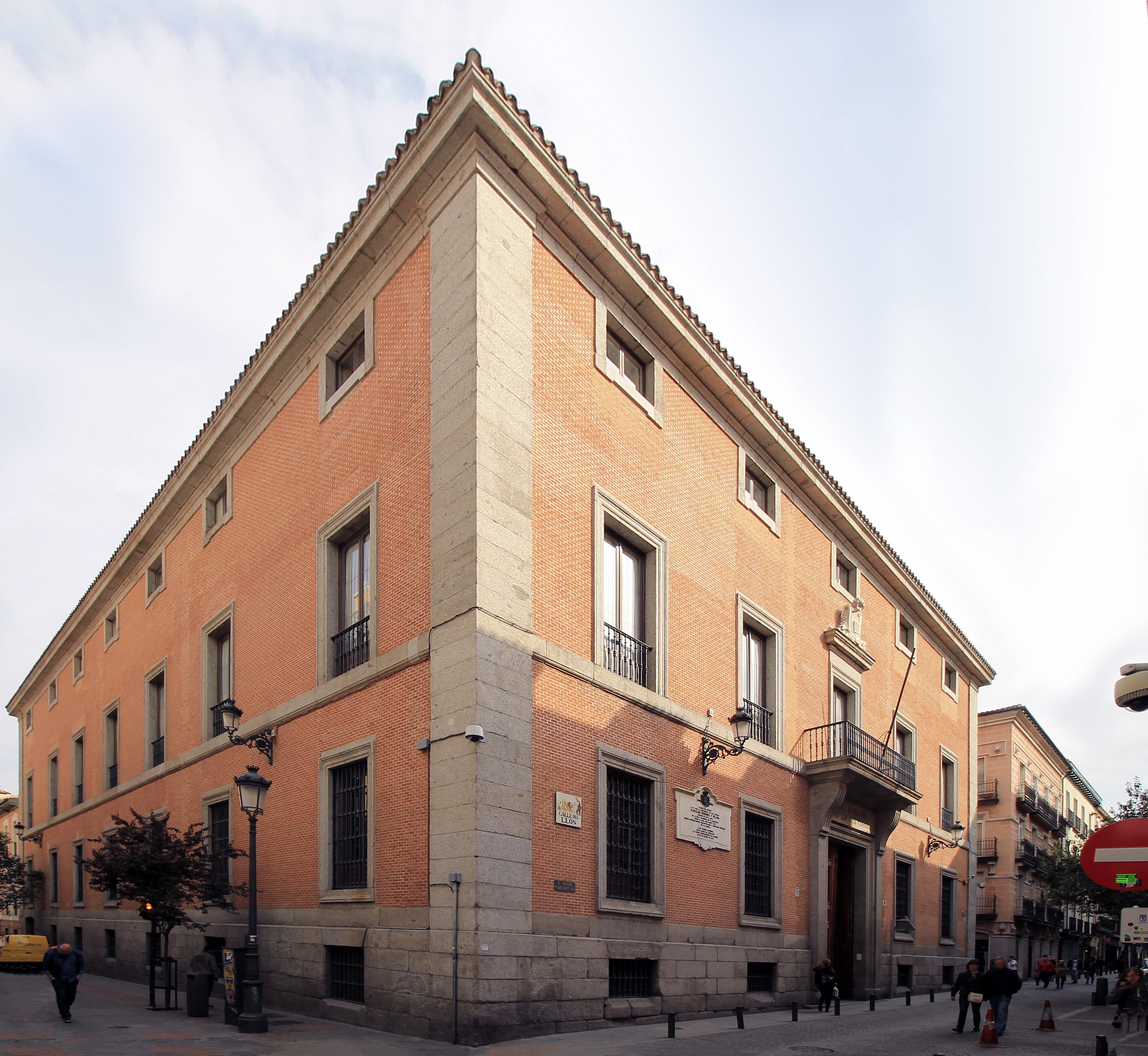
Nuevo Rezado, sede de la Real Academia de la Historia, calle del León 21, también en la intersección con la calle de las Huertas.

Edificio con historia, por definición, fue el llamado originalmente Nuevo Rezado, atribuido a Juan de Villanueva y sito en el número 21 de esta calle del León. Se construyó a finales del siglo XVIII como casa-almacén de los monjes jerónimos del Monasterio de El Escorial, que contaban con la exclusiva o privilegio de la impresión de los libros del rezo divino. Fue luego casa del Patriarca de las Indias, y tras de albergar en su planta baja la Biblioteca de la Academia de la Historia y la ayuda de Mendizábal, pasó todo el neoclásico edificio a manos de dicha Academia.

### Tertulias
También hubo históricas tertulias en la calle del León, "una de las más rectas y elegantes de Madrid" en opinión de Mesonero Romanos. Tertulia científica en el café del Prado, con la presencia habitual del Premio Nobel de Medicina Santiago Ramón y Cajal. Y, en la otra punta de la calle, esquina al núcleo de Antón Martín, la tertulia del café Zaragoza, con su horario para mentidero de periodistas y literatos y su espacio reservado a la discusión política (que casi lo convierte en campo de batalla a raíz de la Revolución de 1868).

## Notas

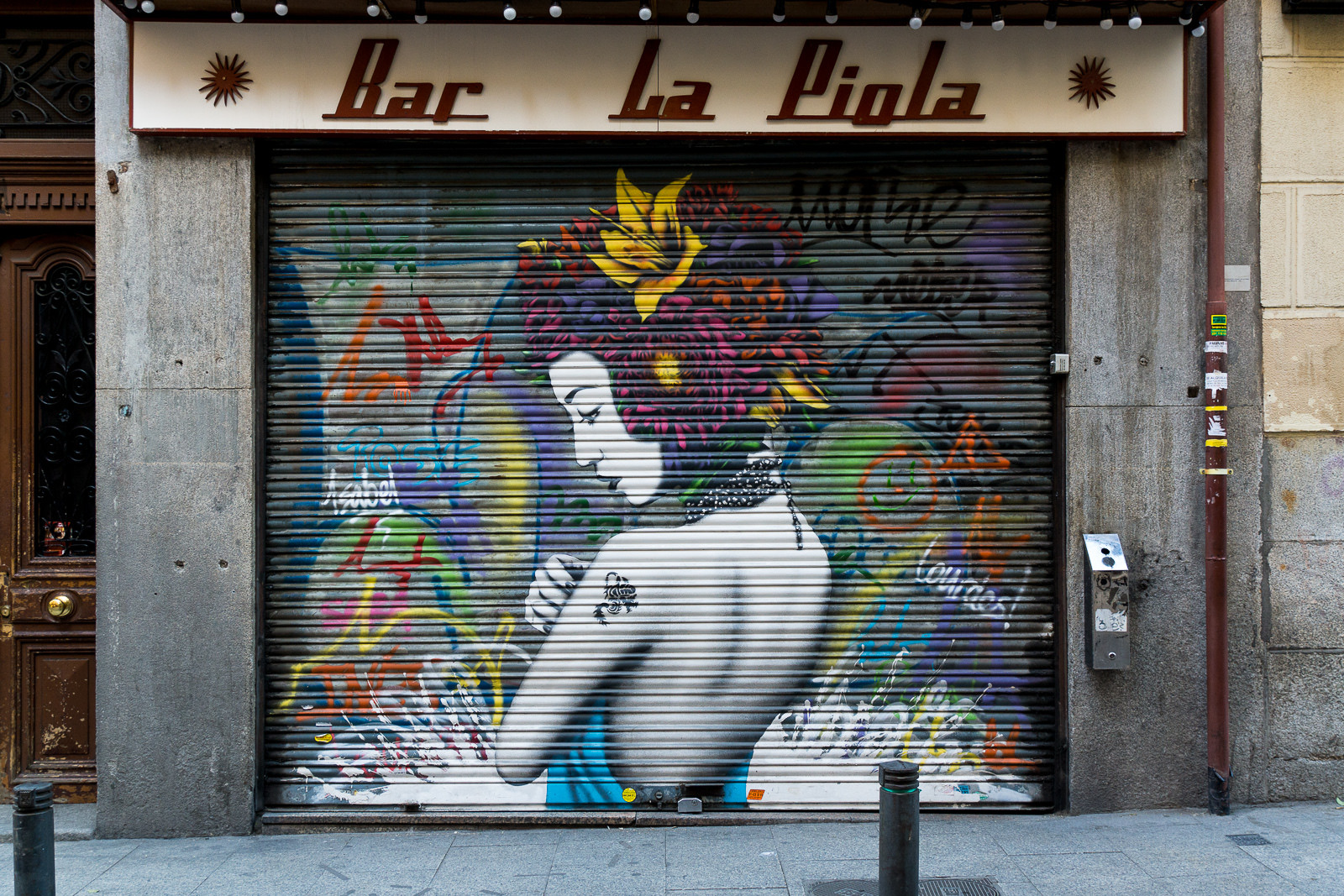
Grafiti figurativo en el cierre metálico de un bar de copas, en 2014